# 존 푸스코
존 푸스코(영어: John Fusco, 1976년 4월 1일 ~ )는 미국의 영화 각본가로 대표작으로는 《스피릿》(2002), 《히달고》(2004), 《포비든 킹덤: 전설의 마스터를 찾아서》(2008) 등이 있다. 근래에는 넷플릭스에서 드라마 《마르코 폴로》를 제작했다.